# Municipio de West Grove
El municipio de West Grove (en inglés: West Grove Township) es un municipio ubicado en el condado de Davis en el estado estadounidense de Iowa. En el año 2010 tenía una población de 571 habitantes y una densidad poblacional de 6,03 personas por km².

## Geografía
El municipio de West Grove se encuentra ubicado en las coordenadas 40°42′30″N 92°32′50″O / 40.70833, -92.54722. Según la Oficina del Censo de los Estados Unidos, el municipio tiene una superficie total de 94.66 km², de la cual 94,28 km² corresponden a tierra firme y (0,4 %) 0,38 km² es agua.

## Demografía
Según el censo de 2010, había 571 personas residiendo en el municipio de West Grove. La densidad de población era de 6,03 hab./km². De los 571 habitantes, el municipio de West Grove estaba compuesto por el 98,95 % blancos, el 0,35 % eran amerindios, el 0,53 % eran de otras razas y el 0,18 % eran de una mezcla de razas. Del total de la población el 0,53 % eran hispanos o latinos de cualquier raza.